# Бојна секира
Бојна секира или ратна секира је секира која је направљена тако да се користи као оружје. Може бити једноручна или дворучна, једносекла или двосекла. Често је комбинована са шиљком и бојним чекићем, а понекад и куком која је служила за свлачење противника са коња. Постоје и мале секире намењене за бацање. Понекад се за борбу користила и обична секира. Даљим развојем бојне секире настала је хелебарда.

## Историја

### Европа

#### Средњи век
Борбене секире су биле веома честе у Европи у периоду миграција и каснијем викиншком добу, а појављују су и на Бајеовој таписерији из 11. века, која приказује норманске витезове на коњу који се боре против англосаксонске пешадије. Оне су наставиле да се користе током остатка средњег века, са значајним борцима који су били познати као носиоци секире у 12, 13. и 14. веку.
Енглески краљ Стивен је чувено користио 'данску секиру' у бици код Линколна 1141. године. Један извештај каже да ју је употребио након што му се мач сломио. Други каже да је употребио свој мач тек након што му се сломила секира.
Ричард Лављег Срца је често бележен у викторијанско доба како рукује великом ратном секиром, мада су референце понекад веома преувеличане како приличи националном хероју: „Дуго и дуго након што је био миран у свом гробу, његова страшна борбена секира, са двадесет енглеских фунти енглеског челика у својој моћној глави...“ – Дечја историја Енглеске Чарлса Дикенса. Међутим, забележено је да је Ричард користио данску секиру на рељефу Јафе. Џефри од Лузињана је још један познати крсташ повезан са секиром.
Роберт Брус, краљ Шкотске, користио је секиру да победи Хенрија де Бохуна у појединачној борби на почетку битке код Банокберна 1314. С обзиром да је Брус држао секиру на коњу, вероватно је да је то била коњичка једноручна секира. Оне су имале одрживо оживљавање међу тешко оклопљеним коњичким борцима у 15. веку.
У 14. веку повећану употребу секира примећује Фроасар у својој Хроници, која бележи сукобе између краљевина Француске и Енглеске и успон професионалних (и плаћеничких) армија у 14. веку. Забележено је да је краљ Жан II користио једну у бици код Поатјеа 1356. и сер Џејмс Даглас у бици код Отербурна 1388. Бретонци су очигледно били познати корисници секира, са познатим плаћеницима Бертраном ди Гекленом и Оливијеом де Клисоном који су држали секире у борби. У овим случајевима није забележен тип бојне секире - да ли је то данска секира или протополекс.
Већина средњовековних европских борбених секира имала је главу са ушицом (што значи да је дебљи крај сечива садржао отвор у који је уметнута дрвена дршка), а неке су укључивале ланцете — дугачке металне траке причвршћене за предње стране дршке ради спречавања оштећења током борбе. Повремено су образи главе секире имали угравиране, урезане, бушене или уметнуте украсне шаре. Борбене секире из касног периода углавном су биле потпуно металне конструкције.
Средњовековни копља, као што су хелебарда и полак, биле су варијанте основне форме борбене секире.
Челични плочасти оклоп који покрива скоро цело тело витеза и садржи карактеристике посебно дизајниране да поразе сечива секире и мача, постају све чешћи крајем 14. и почетком 15. века. Његов развој је довео до генерације оружја са држачем са тачкама које су концентрисале удар, било да пробију челичну плочу или да оштете зглобове зглобне плоче. Све више су се носили бодежи звани мизерикорди који су омогућавали да се оштар врх пробије кроз рупе у оклопу ако је противник био онеспособљен или при хватању у коштац са њим. Стилови мачева постали су разноврснији – од дворучних цвајхандера до ужих инструмената за забијање са оштрим врховима, способних да пробију било које „пукотине у оклопу“ потпуно оклопљеног противника: на пример, естока.
Новоизмишљени буздован са прирубницама, на пример, није био груба тољага као његови претходници. Вертикалне прирубнице које су излазиле у правилним интервалима из његове главе могле су да сломе плочасти оклоп и забију се у ткиво противника. Осим тога, то је било много јефтиније оружје за израду од мача, чија је оштрица у сваком случају била склона да безопасно одбије са глатких, закривљених плоча добро дизајнираног оклопа ако се користи на секући начин.
Оштар, понекад закривљен крамп често је био постављен на задњем делу сечива борбене секире да би кориснику пружило секундарно оружје за продор. Могао би се додати и убодни шиљак, као завршница. Слично, ратни чекић је еволуирао у касном средњем веку са избоченим или шиљастим главама, што би помогло ударцу да „угризе“ у оклоп и испоручи своју енергију до носиоца, уместо да склизне са површине оклопа. Ударци ових оклопних кракова нису увек били фатални. Постоје многи извештаји о витезовима у оклопима који су били погођени наведеним оружјем и док је оклоп био оштећен, особа испод је преживела и у неким случајевима остала потпуно неповређена.
На крају је постало уобичајено да се ове различите врсте ударног оружја у потпуности праве од метала, чиме се укидају ојачане дрвене осовине.
Користан визуелни водич за високосредњовековне борбене секире, савремен са њиховом употребом, су сцене ратовања приказане у Мациејовсковој Библији (Морганова Библија) из око 1250. године.

#### Постсредњовековне секире
Борбене секире су на крају повучене из употребе крајем 16. века пошто је војна тактика почела да се све више базира на употреби барута. Међутим, још 1640-их, принц Руперт — ројалистички генерал и командант коњице током Енглеског грађанског рата — приказан је како носи борбену секиру, а ово није био само украсни симбол ауторитета: усвојена је „кратка секира“ од стране краљевских коњичких официра да пробију шлемове и напрснике Раундхед војника у борбама из близине, а користили су је и њихови противници: сер Бевил Гренвил је убијен од стране парламентарске секире у бици код Ленсдауна, а сер Ричард Булстрод је рањен једном у бици код Еџхила.
У Скандинавији је, међутим, борбена секира наставила да се користи уз хелебарду, самострел и секиру до почетка 18. века. Посебно је природа норвешког терена учинила тактику копља и гађања непрактичном у многим случајевима. Закон установљен 1604. захтевао је да сви фармери поседују оружје да би служили у милицији. Борбена секира норвешке сељачке милиције, много моћнија од копља или хелебарде, а ипак ефикасна против непријатеља на коњу, била је популаран избор. Многа таква оружја су била китњасто украшена, а ипак се њихова функционалност види у начину на који је глава секире била постављена благо нагнута нагоре, са значајном кривином у дршци, са намером да се учини ефикаснијим против оклопних противника концентрисањем силе на уже место.

### Средњи исток
Табарзин (перс. تبرزین, дословно „седласта секира“ или „седласта секира“) је традиционална борбена секира Персије. Она има једну или две оштрице у облику полумесеца. Дуга форма табара била је дуга око седам стопа, док је краћа верзија била дуга око три стопе. Оно што је персијску секиру чинило јединственом је веома танка дршка, која је веома лагана и увек метална. Табар је постао једно од главних оружја широм Блиског истока, и увек се носио за пасом војника не само у Персији већ и у Египту и арапском свету из времена крсташких ратова. Мамелучки телохранитељи су били познати као табардије по том оружју. Табарзин су понекад носили као симболично оружје лутајући дервиши (муслимански аскетски поклоници).